# Armascirus mactator
Armascirus mactator är en spindeldjursart som beskrevs av Muhammad och Mohammad Nazeer Chaudhri 1991. Armascirus mactator ingår i släktet Armascirus och familjen Cunaxidae. Inga underarter finns listade i Catalogue of Life.